# Bjørheimsbygd

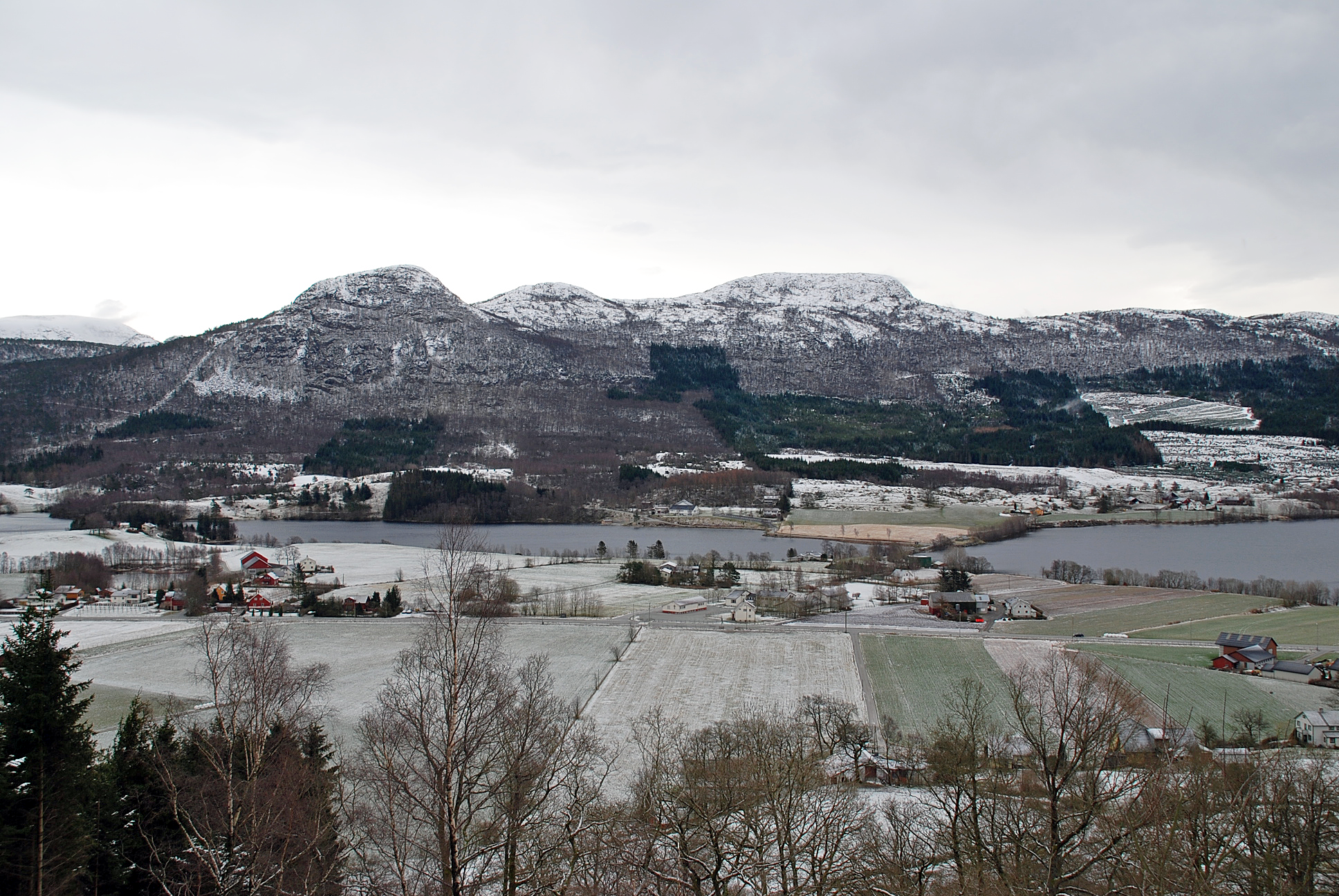
Bjørheimsbygd y la parte oriental del lago Bjørheimsvatnet visto desde Holta

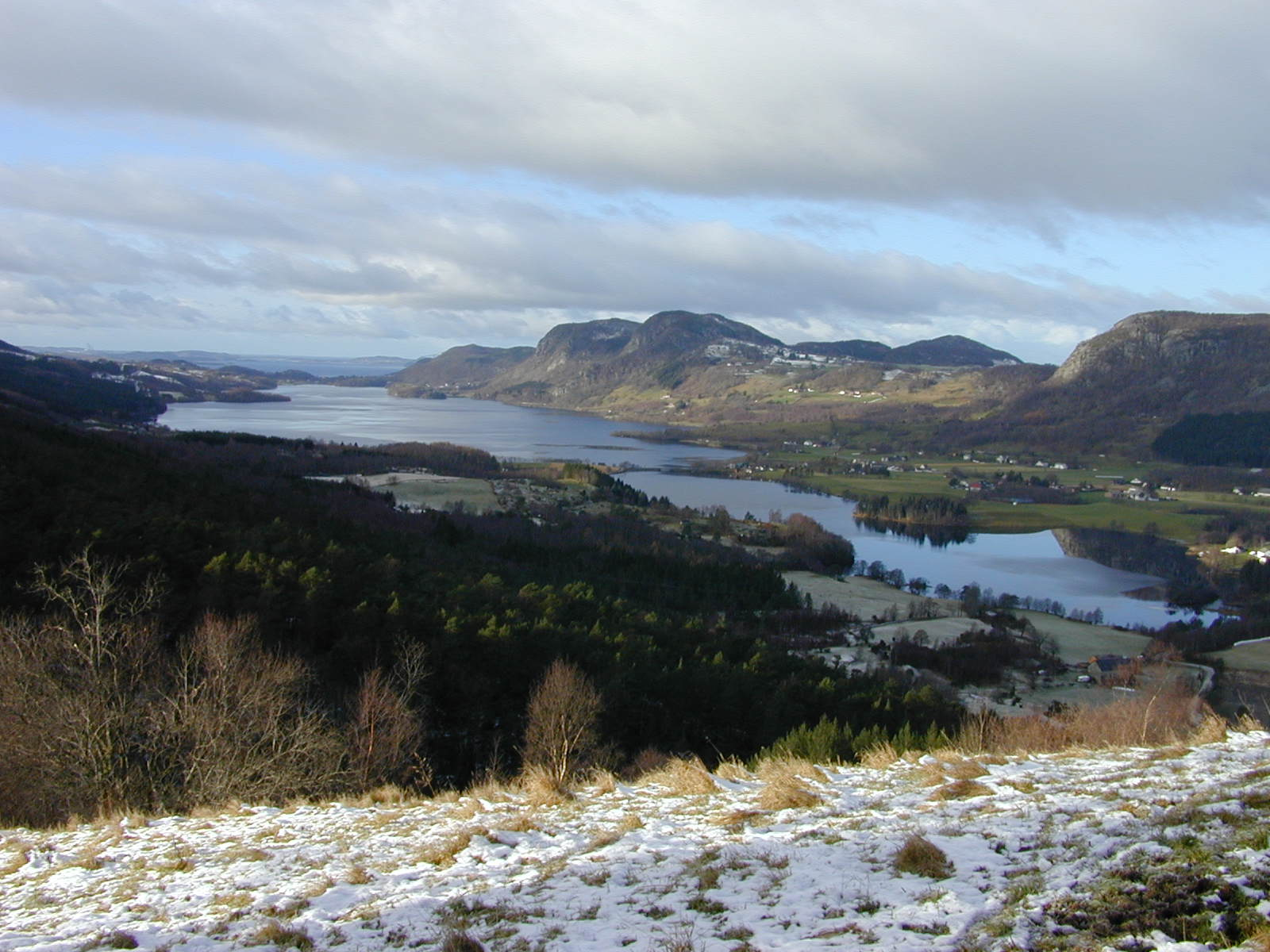
Panorámica del lago Østerhusvatnet

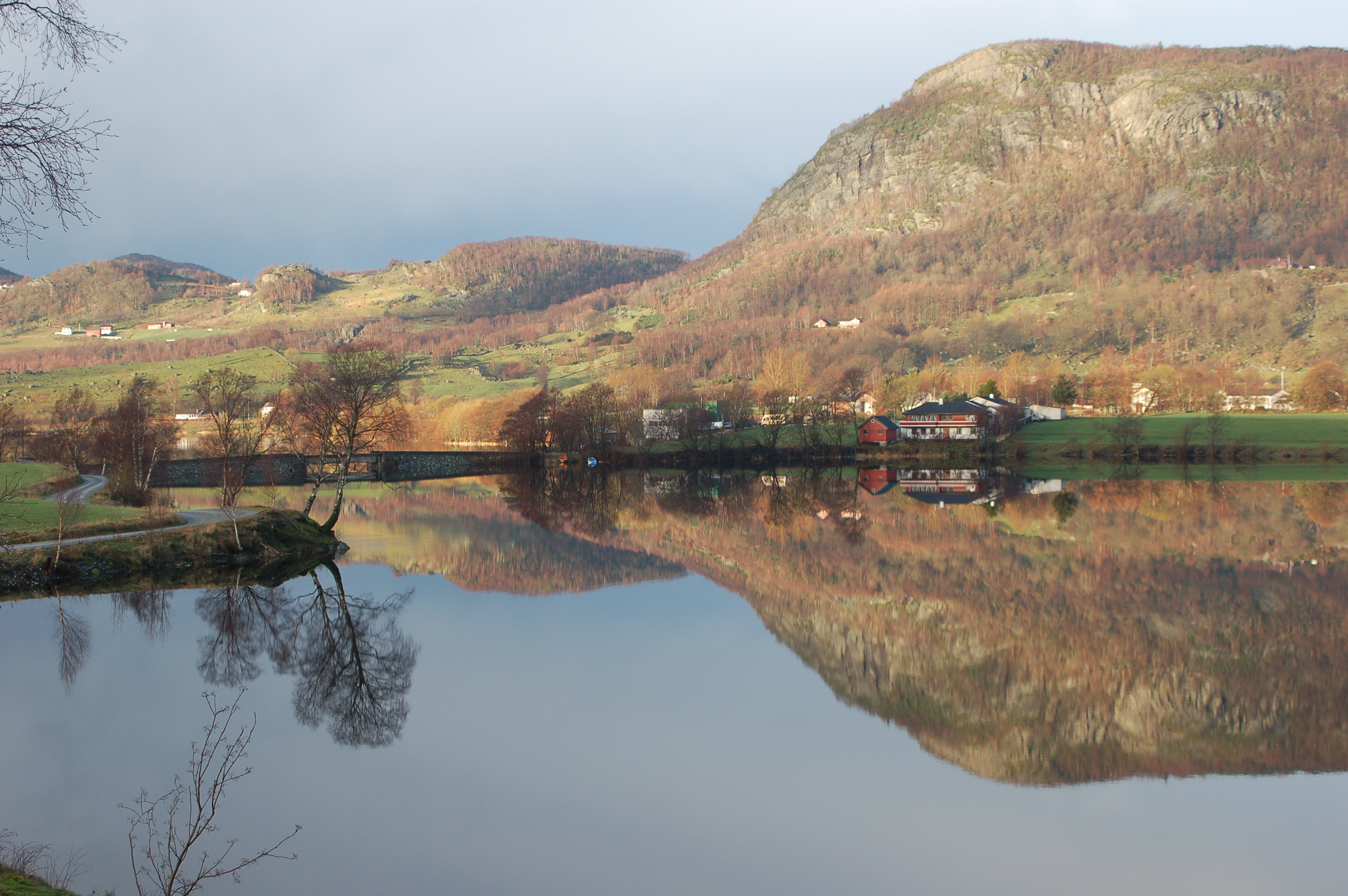
Lago Bjørheimsvatnet en Bjørheimsbygd

Bjørheimsbygd (también llamado Bjøreimsbygd, literalmente en español Casa construida de abedul) es una pequeña población rural situada en el municipio de Strand, provincia de Rogaland, al sur occidente de Noruega. El pueblo de Tau se ubica a 7 km al oeste.
Esta asentada en una estrecha cuenca lacustre, conformada por los lagos glaciares Bjørheimsvatnet, Østerhusvatnet, Høletjørna y Tysdalsvatnet. Las montañas Holtaheia y Reinanuten delimitan el contorno del valle.
La Carretera Turística Nacional 13 (Ryfylkeveien)  atraviesa la comunidad.   Bjørheimsbygd  es reconocido como un sitio agrícola floreciente, con producción de frutas, verduras y productos lácteos, junto con Fiskå Mølle (Fiskå Mill). 
En el pueblo también se encuentra la tienda "Glasskjellaren" (Sótano de cristal), que consiste de un taller de artículos de vidrio hechos a mano,  combinado con una sala de exposiciones y una tienda de souvenirs. De igual forma. se encuentra el camping Vaulali y la granja Vaula, conocida por una gran producción de árboles de Navidad. 
Es el lugar de origen de la ciclista Gunn-Rita Dahle, del músico Jan Kenneth Barkved  y de la política y periodista Hadia Tajik, todos ellos nacidos  y criados en Bjørheimsbygd.
- Datos: Q4993485